# Motopark Academy
 (novembre 2022).
Si vous disposez d'ouvrages ou d'articles de référence ou si vous connaissez des sites web de qualité traitant du thème abordé ici, merci de compléter l'article en donnant les références utiles à sa vérifiabilité et en les liant à la section « Notes et références ».
Motopark Academy est une écurie allemande de sport automobile. Elle a été fondée en 1998 par Timo Rumpfkeil. L'écurie est basée à Oschersleben, dans le Land de la Saxe-Anhalt en Allemagne.

## Résultats dans les disciplines actuelles

### Euroformula Open
| Saison | Châssis | Moteur     | Pilotes | GP disputés | Victoires | Poles Positions | Podiums | Records du tour | Points inscrits | Classement |
| ------ | ------- | ---------- | --- | ----------- | --------- | --------------- | ------- | --------------- | --------------- | ---------- |
| 2019   | Dallara | Volkswagen | Marino Sato Liam Lawson Yuki Tsunoda Julian Hanses Cameron Das Niklas Krütten Toshiki Oyu Enaam Ahmed Dennis Hauger | 16          | 16        | 11              | 32      | 11              | 262             | Champion   |
| 2020   | Dallara | Volkswagen | Niklas Krütten Manuel Maldonado Cameron Das                                                                         | 18          | 0         | 0               | 6       | 2               | 115             | 2e         |
| 2021   | Dallara | Volkswagen | Cameron Das Jak Crawford Vivien Keszthelyi Christian Mansell Reshad de Gerus Roman Staněk Matthias Lüthen           | 24          | 16        | 5               | 29      | 18              | 277             | Champion   |
| 2022   | Dallara | Volkswagen | Alex García Frederick Lubin Oliver Goethe                                                                           | 26          | 12        | 7               | 28      | 14              | 280             | 2e         |
| 2023   | Dallara | Volkswagen | Jakob Bergmeister Bryce Aron Noel León Cian Shields Levente Révész                                                  | 23          | 15        | 5               | 36      | 15              | 325             | Champion   |
| 2024   | Dallara | Volkswagen | Jakob Bergmeister Fernando Barrichello Lorenzo Fluxá Brad Benavides Levente Révész Michael Shin Edward Pearson      | 24          | 19        | 6               | 48      | 19              | 406             | Champion   |

## Résultats dans les anciennes disciplines

### Formule 3 Européenne
| Saison | Châssis | Moteur     | Pilotes                                                                               | GP disputés | Victoires | Poles Positions | Podiums | Records du tour | Points inscrits | Classement |
| ------ | ------- | ---------- | ------------------------------------------------------------------------------------- | ----------- | --------- | --------------- | ------- | --------------- | --------------- | ---------- |
| 2015   | Dallara | Volkswagen | Markus Pommer Sam MacLeod Nabil Jeffri Mahaveer Raghunathan Tanart Sathienthirakul    | 33          | 1         | 0               | 2       | 1               | 120,5           | 7e         |
| 2016   | Dallara | Volkswagen | Joel Eriksson Niko Kari Sérgio Sette Câmara Zhou Guanyu                               | 30          | 2         | 0               | 19      | 3               | 589             | 3e         |
| 2017   | Dallara | Volkswagen | Joel Eriksson Marino Sato Keyvan Andres David Beckmann Petru Florescu Jüri Vips       | 30          | 3         | 2               | 14      | 2               | 185             | 3e         |
| 2018   | Dallara | Volkswagen | Dan Ticktum Jüri Vips Jonathan Aberdein Fabio Scherer Marino Sato Sebastián Fernández | 30          | 8         | 8               | 19      | 10              | 800,5           | 2e         |

### Formule 3 Euro Series
| Saison | Châssis | Moteur        | Pilotes | GP disputés | Victoires | Poles Positions | Podiums | Records du tour | Points inscrits | Classement |
| ------ | ------- | ------------- | --- | ----------- | --------- | --------------- | ------- | --------------- | --------------- | ---------- |
| 2009   | Dallara | Mercedes-Benz | Atte Mustonen Christopher Zanella Renger van der Zande                                                                | 20          | 1         | 0               | 2       | 0               | 22              | 7e         |
| 2010   | Dallara | Volkswagen    | Adrian Quaife-Hobbs Matias Laine António Félix da Costa Kevin Magnussen Tobias Hegewald Christopher Zanella Mika Mäki | 18          | 4         | 0               | 5       | 2               | 60              | 4e         |
| 2011   | Dallara | Volkswagen    | Joel Eriksson Kimiya Sato Gianmarco Raimondo Kuba Giermaziak Tom Dillmann Artem Markelov                              | 27          | 1         | 0               | 4       | 0               | 205             | 4e         |

### Eurocup Formula Renault 2.0
| Saison | Châssis | Moteur  | Pilotes | GP disputés | Victoires | Poles Positions | Podiums | Records du tour | Points inscrits | Classement |
| ------ | ------- | ------- | --- | ----------- | --------- | --------------- | ------- | --------------- | --------------- | ---------- |
| 2005   | Tatuus  | Renault | Filipe Albuquerque Matías Milla Teemu Nyman John Michael Edwards                                            | 16          | 0         | 0               | 2       | 0               | 73              | 4e         |
| 2006   | Tatuus  | Renault | Filipe Albuquerque Nathan Antunes Sébastien Buemi Robert Wickens Stefano Coletti                            | 14          | 5         | 2               | 5       | 1               | 132             | 3e         |
| 2007   | Tatuus  | Renault | Oliver Oakes Frank Kechele                                                                                  | 30          | 0         | 0               | 1       | 1               | 99              | 4e         |
| 2008   | Tatuus  | Renault | Tobias Hegewald Valtteri Bottas António Félix da Costa Kuba Giermaziak Juan Pablo García Vinicius Sammarone | 14          | 5         | 7               | 12      | 4               | 240             | 2e         |
| 2009   | Tatuus  | Renault | António Félix da Costa Patrick Kronenberger Kuba Giermaziak Adrian Quaife-Hobbs Kevin Magnussen             | 14          | 4         | 3               | 15      | 4               | 163             | 3e         |
| 2009   | Tatuus  | Renault | Marco Sørensen Matias Laine Juan Jacobo Jimmy Eriksson Bart Hylkema                                         | 14          | 0         | 0               | 0       | 0               | 21              | 3e         |